# Fartón
Fartón (pokastilštěno z valencijského slova fartó) je typické sladké pečivo z valencijské obce Alboraya ve Španělsku. Jde o je typ protáhlého měkkého, sladkého a savého pečiva, které se namáčí v horchatě, což je osvěžující nápoj získávaný z hlíz šáchoru jedlého. 
Ačkoli za svůj vznik vděčí horchatě, dokonale se kombinuje i s horkými nápoji, jako je horká čokoláda nebo dokonce káva s mlékem, protože je to lehké a kypré pečivo (vyrobené ze slunečnicového oleje a nikoli z másla). Ze stejného důvodu je to ideální pečivo absorbující nápoje typicky podávané k snídani nebo občerstvení. 

## Historie
Od počátků horchaty, kdy ji pro její texturu a sladkost podle legendy Jakub I. Aragonský pokřtil jako „čisté zlato“, se výrobci horchaty z Alborayi pokoušeli k tomuto valencijskému nápoji najít dokonalé sladké pečivo. Do té doby se k horchatě jedly preclíky nebo klasické bílé pečivo.
V 60. letech 19. století rodina Polo vyrobila speciální, dlouhé, sladké a měkké pečivo. Kromě toho, že mělo kyprou konzistenci, také skvěle vsakovalo horchatu a jeho protáhlý tvar umožňoval je vložit až na dno sklenice. Tak vznikly současné Fartons Polo, vyráběné stejnojmennou společností. V roce 2017 produkovala 25 000 fartónů za hodinu.
Později, v 90. letech, začal hotelový průmysl využívat zmražené pečivo a s ním nový druh fartónu z „listového těsta“, který se vyrábí z jiného těsta, což mu dodalo odlišnou texturu.

## Popis
Fartón je podlouhlé pečivo o délce asi 20 cm, které se po upečení glazuje cukrem. Vyrábí se z mouky, mléka, cukru, oleje, kvasnic a vajec, nicméně existuje několik druhů, které se od sebe odlišují. V některých receptech se například uvádí také citrónová šťáva a slunečnicový olej se nahrazuje kukuřičným.
Fartony neobsahují žádná barviva ani konzervační látky a jsou vyrobeny ze slunečnicového oleje, tedy se považují za zdraví prospěšné.  

### Kyprý fartón
Tento originální druh fartónů se vyrábí z pšeničné mouky, cukru, vajec, vody, čerstvého droždí, soli a slunečnicového oleje, díky kterému je pečivo měkké. Tímto se získá jemný, lehký a kyprý produkt připravený k ponoření do horchaty.
| Energetická hodnota | 372,6 kcal / 1559,1 kj |
| Proteiny            | 9 g                    |
| Sacharidy           | 58,8 g                 |
| Tuky                | 11,3 g                 |

### Fartón z listového těsta
Listové těsto má pevnější konzistenci, protože nahrazuje slunečnicový olej živočišným tukem. Recept obsahuje pšeničnou mouku, částečně hydrogenovaný rafinovaný živočišný tuk, vodu, cukr, vejce, čerstvé droždí, a sůl.  
| Energetická hodnota | 413, 3 kcal / 1729,2 kj |
| Proteiny            | 7,3 g                   |
| Sacharidy           | 51,7 g                  |
| Tuky                | 19,7 g                  |

### Další druhy
- Takzvaný řemeslný fartón (valencijsky fartó artesano) obsahuje 30 % vepřového sádla.[2]
- Existují i plněné fartóny, ve kterých je krém nebo čokoláda.[5]

## Galerie

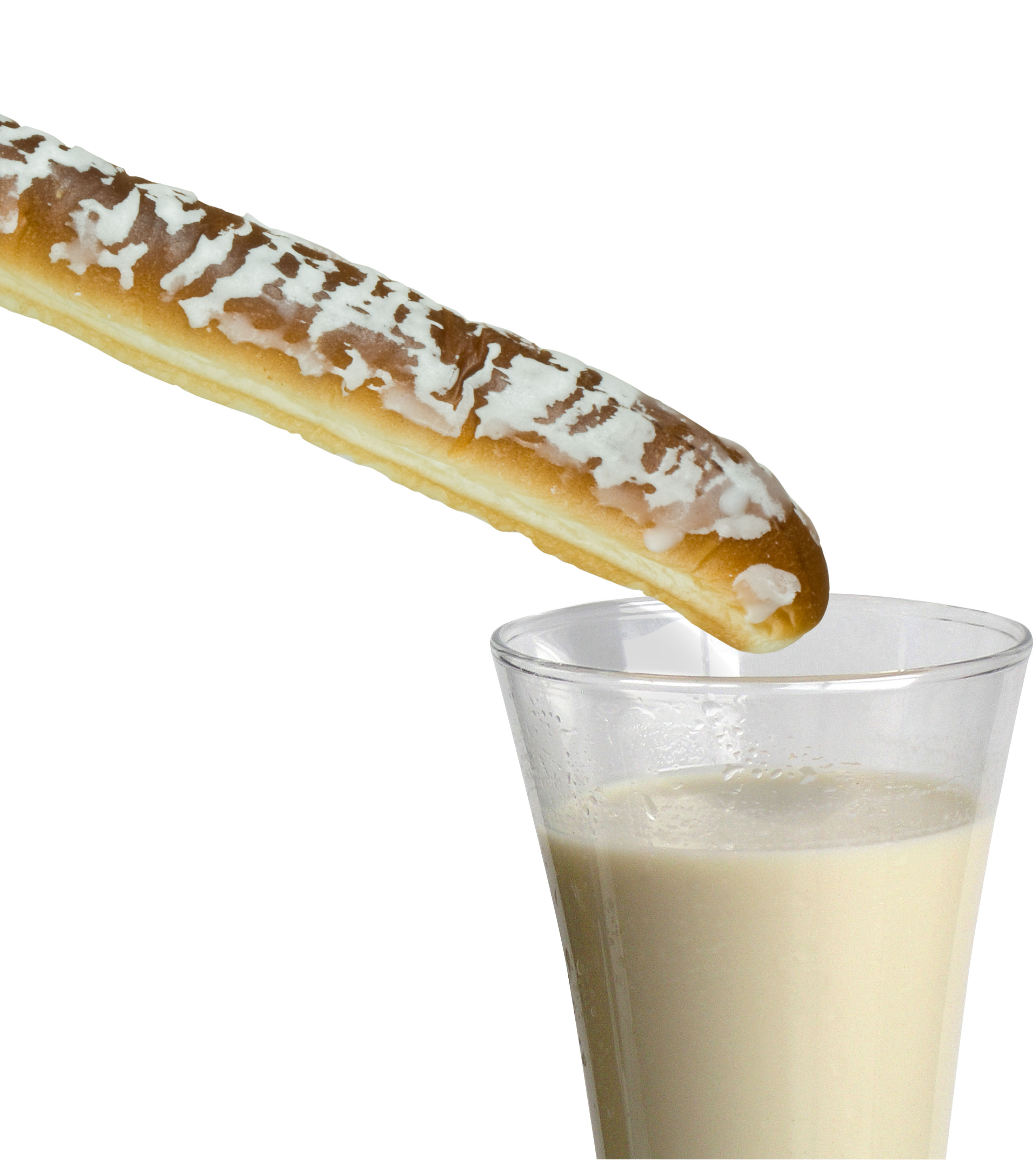
Fartóny se namáčí do horchaty
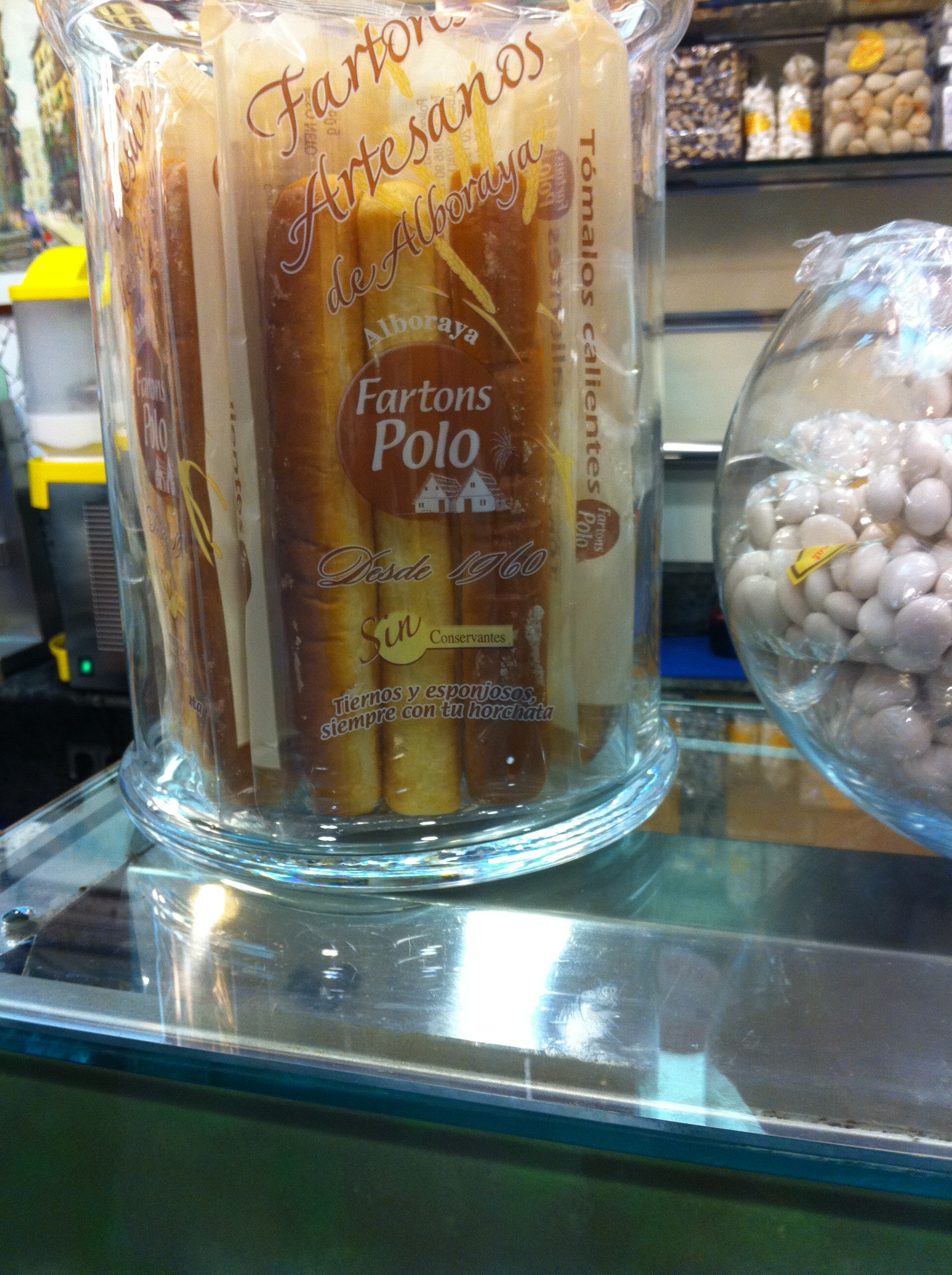
Komerčně vyráběné Fartons Polo
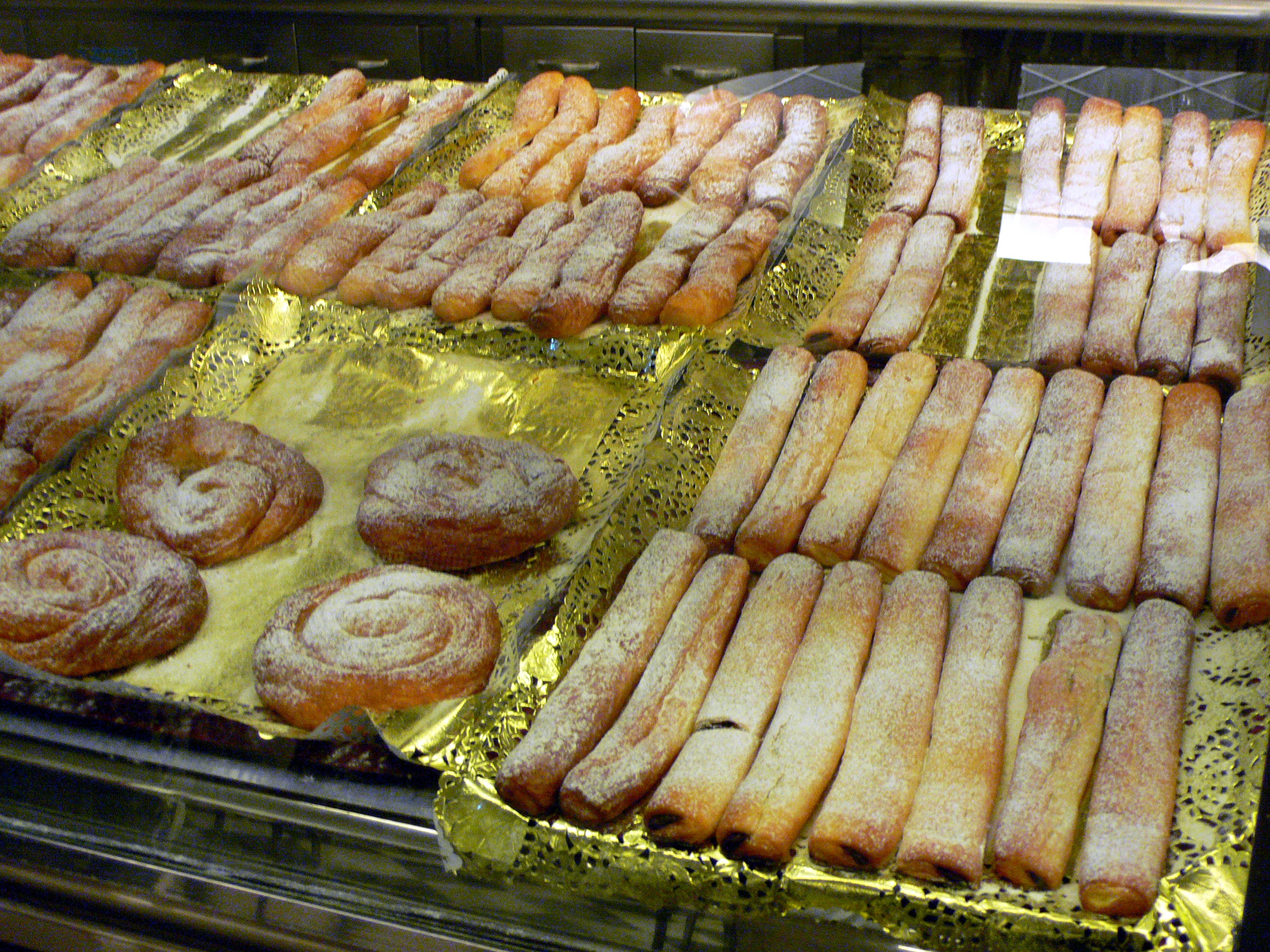
Ve výloze ve Valencii